# Comuna Zăbrani, Arad
Zăbrani (în maghiară: Temeshidegkút, în germană: Sabran-Guttenbrunn) este o comună în județul Arad, Banat, România, formată din satele Chesinț, Neudorf și Zăbrani (reședința).

## Demografie
Componența etnică a comunei Zăbrani
     Români (94,21%)
     Maghiari (1,12%)
     Necunoscut (3,55%)
     Altă etnie (1,1%)
Componența confesională a comunei Zăbrani
     Ortodocși (80,45%)
     Romano-catolici (3,24%)
     Penticostali (8,68%)
     Greco-catolici (2,44%)
     Necunoscută (3,57%)
     Altă religie (1,59%)
Conform recensământului efectuat în 2011, populația comunei Zăbrani se ridică la 4.251 de locuitori, în scădere față de recensământul anterior din 2002, când se înregistraseră 4.472 de locuitori. Majoritatea locuitorilor sunt români (94,21%), cu o minoritate de maghiari (1,13%). Pentru 3,55% din populație, apartenența etnică nu este cunoscută.
Din punct de vedere confesional, majoritatea locuitorilor sunt ortodocși (80,45%), dar există și minorități de penticostali (8,68%), romano-catolici (3,25%) și greco-catolici (2,45%) Iar 3,57% sunt pocăiti. 

## Politică și administrație
Comuna Zăbrani este administrată de un primar și un consiliu local compus din 13 consilieri. Primarul, Dănuț Codrean[*], de la Partidul Național Liberal, este în funcție din 2021. Începând cu alegerile locale din 2024, consiliul local are următoarea componență pe partide politice:
|  | Partid                          | Consilieri | Componența Consiliului | Componența Consiliului | Componența Consiliului | Componența Consiliului |
|  | ------------------------------- | ---------- | ---------------------- | ---------------------- | ---------------------- | ---------------------- |
|  | Partidul Național Liberal       | 4          |                        |                        |                        |                        |
|  | Partidul Social Democrat        | 4          |                        |                        |                        |                        |
|  | Alianța pentru Unirea Românilor | 2          |                        |                        |                        |                        |
|  | Uniunea Salvați România         | 2          |                        |                        |                        |                        |
|  | Forța Dreptei                   | 1          |                        |                        |                        |                        |

## Atracții turistice
- Biserica romano-catolică din satul Neudorf construită în anul 1771
- Biserica romano-catolică din satul Zăbrani
- Cavoul (1809) și monumentul funerar (1841) al arhiducesei Maria Ana Ferdinanda de Habsburg din Neudorf
- Casa memorială a scriitorului șvab, Adam Müller-Guttenbrunn, din Zăbrani